# Erziehungsberatung
Erziehungsberatung ist eine Leistung der Kinder- und Jugendhilfe. Sie zählt zu den Hilfen zur Erziehung des Achten Buches Sozialgesetzbuch (§§ 27 ff. SGB VIII). Die Leistung wird in der Regel in Erziehungs- beziehungsweise Erziehungs- und Familienberatungsstellen in Einrichtungen kommunaler Trägerschaft sowie von Freien Trägern der Jugendhilfe erbracht und ist kostenfrei. Als formlose Beratung wird eine vergleichbare Beratung auch durch Sozialpädagogen des Allgemeinen Sozialen Dienstes (ASD) geleistet, § 16 Abs. 2 Satz 1 Nr. 2 SGB VIII. Erziehungsberatung kann von den Ratsuchenden direkt, in der Regel mit, selten ohne Voranmeldung in Anspruch genommen werden (§ 36a Abs. 2 Satz 1 SGB VIII). Sie ist beitragskostenfrei, wenn die Beratungsstelle von der öffentlichen Hand finanziert wird. Bewilligt das Jugendamt einen Antrag einer Kostenübernahme der § 28-Leistung, können auch Berater in freier Praxis tätig werden (§ 5 SGB VIII).

## Geschichte
Erziehungsberatungsstellen wurden Anfang des 20. Jahrhunderts sowohl durch Jugendämter als auch durch Kinder- und Jugendpsychiater initiiert. 1906 wurde in Berlin die erste „Medico-pädagogische Poliklinik für Kinderforschung, Erziehungsberatung und ärztliche Behandlung“ gegründet. Die Bezeichnung „Erziehungsberatungsstelle“ geht auf die in den 1920er-Jahren im Roten Wien im Rahmen der Wiener Schulreform geschaffenen kommunalen Einrichtungen zurück.
Während des Nationalsozialismus war die Tätigkeit der Erziehungsberatungsstellen eingeschränkt. Die Nationalsozialistische Volkswohlfahrt baute ein eigenes Netz für Erziehungsberatung auf, in dem jeder Mitarbeiter volkserzieherisch tätig werden sollte. Nach dem Zweiten Weltkrieg wurde Erziehungsberatung durch den High Commissioner for Germany nach dem Vorbild der Child Guidance Clinics wieder gegründet. Sie erhielt ihre Rechtsgrundlage in § 5 Abs. 1 Nr. 1 („Beratung in Fragen der Erziehung“) des Jugendwohlfahrtsgesetzes (JWG).
1990 wurde Erziehungsberatung durch das SGB VIII in die "Hilfen zur Erziehung" eingegliedert.

## Leistungen
Die Leistung Erziehungsberatung wird in der Regel von Beratungsstellen erbracht. Diese haben in ihrer Mehrzahl den ausschließlichen Auftrag, Erziehungsberatung zu leisten. Einige Beratungsstellen halten zugleich auch Eheberatung und gegebenenfalls Schwangerschafts(konflikt)beratung vor. Heute bieten manche Beratungsstellen auch ambulante Hilfen zur Erziehung an. Erziehungsberatung kann von einem Dienst nur erbracht werden, wenn dieser über ein multidisziplinäres Fachteam verfügt (§ 28 Satz 2 SGB VIII).

### Aufgaben
Es ist Aufgabe von Erziehungs- und Familienberatung, die Entwicklung von Kindern und Jugendlichen in ihren Familien zu unterstützen und die Erziehungsfähigkeit von Eltern oder Elternteilen zu fördern. Erziehungsberatung soll nach dem gesetzlichen Wortlaut ihre Adressaten bei der „Klärung und Bewältigung individueller und familienbezogener Probleme und der zugrunde liegenden Faktoren“ (§ 28 Satz 1 SGB VIII) unterstützen. Die Bewältigung von „Trennung und Scheidung“ der Eltern ist dabei besonders hervorgehoben.
Im Mittelpunkt steht die individuelle Beratung von Kindern, Jugendlichen, Eltern, Familien und anderen Erziehungsberechtigten. Diese reicht von der informatorischen Beratung über die Beratung von Eltern (Elternteilen) und Familien über pädagogische Arbeit mit Kindern bis hin zu psychologischer Testdiagnostik und psychotherapeutischen Interventionen.
Zudem soll Erziehungsberatung ihre Erfahrungen an Eltern und pädagogische Fachkräfte (Multiplikatoren) durch präventive Angebote weitergeben (§ 16 Abs. 2 Nr. 2 SGB VIII). Dies sind insbesondere Vorträge, Elternkurse und themenbezogene Programme.
In den letzten Jahren haben Erziehungsberatungsstellen zunehmend auch fachdienstliche Leistungen für Jugendämter übernommen. Dazu zählen: Mitwirkung bei der Hilfeplanung (§ 36 SGB VIII), Beteiligung bei der Entscheidung über Eingliederungshilfe (§ 35a SGB VIII), Mitwirkung im Kontext familiengerichtlicher Entscheidungen (§ 50 Abs. 2 SGB VIII) sowie im Kinderschutz erfahrene Fachkraft zur Abschätzung eines Gefährdungsrisikos in anderen Einrichtungen (§ 8a SGB VIII).
Die Erziehungsberatungsstellen kooperieren im psychosozialen Netzwerk ihrer Region unter anderem mit dem Allgemeinen Sozialen Dienst des Jugendamtes, der Kinder- und Jugendlichen-Psychiatrie, dem Netzwerk Frühe Hilfen, dem Arbeitskreis Trennung und Scheidung sowie dem Arbeitskreis gegen sexuelle Gewalt in der Familie. Die Zusammenarbeit mit Kindertagesstätten und Schulen gehört zu ihrem Auftrag. Es gab und gibt immer auch Sonderformen von Beratungsdiensten, die nur Teilaspekte der EFB generieren, wie zum Beispiel vor Jahren die Jugendberatung JOKER.

### Gründe der Beratung
Eine Beratung erfolgt im Jahr 2014 hauptsächlich wegen:
- Belastung des jungen Menschen durch familiäre Konflikte (48,6 %)
- Entwicklungsauffälligkeiten; seelischer Probleme des jungen Menschen (27,9 %)
- eingeschränkter Erziehungskompetenz der Eltern (22,1 %)
- Auffälligkeiten im sozialen Verhalten (19,6 %)
- schulischen oder beruflichen Problemen des jungen Menschen (18,4 %)
- Belastung des jungen Menschen durch Problemlagen der Eltern (18,2 %) und
- Gefährdung des Kindeswohls (4,2 %)

Mehrfachnennungen waren möglich. Männliche Beratene erhalten häufiger Unterstützung wegen Auffälligkeiten im sozialen Verhalten (23,2 %; 15,6 %) und bei schulischen oder beruflichen Problemen (21,5 %; 14,9 %). Weibliche Beratene werden häufiger wegen seelischer Probleme unterstützt (26,0 %; 30,1 %). 23 % der Beratenen haben einen Migrationshintergrund.

## Fachlichkeit
Für Erziehungsberatung als Leistung ist ein multidisziplinär besetztes Fachteam konstitutiv. Die Fachkräfte sollen mit unterschiedlichen Methoden vertraut sein (§ 28 Satz 2 SGB VIII). Das Fachteam muss nicht in jede Beratung einbezogen werden, aber es muss aktiviert werden können, wenn es erforderlich ist.
Als Fachrichtungen kommen heute in Betracht: Psychologie, Soziale Arbeit (Sozialarbeit/Sozialpädagogik), Pädagogik/Erziehungswissenschaft, Kinder- und Jugendlichenpsychotherapie sowie andere beratend-therapeutische Fachkräfte. Dazu zählen: Heilpädagoge, Logopäde und Psychologischer Psychotherapeut. Die Fachkräfte sollen mehrheitlich über einen Masterabschluss verfügen.
Für die Tätigkeit in der Erziehungsberatung ist eine auf das Arbeitsfeld bezogene Zusatzqualifikation erforderlich. Dies sind insbesondere therapeutische Qualifizierungen wie Systemische Therapie/Familientherapie, Gesprächspsychotherapie, Verhaltenstherapie und Psychoanalyse, aber auch Qualifizierungen zur Modifikation sozialer Netzwerke oder Systeme, zum Beispiel Methoden sozialer Gruppenarbeit. Es werden auch feldspezifische Weiterbildungen wie Erziehungs- und Familienberater/in bke und Integrierte Familienorientierte Beratung IFB angeboten. Eine Approbation zum Kinder- und Jugendlichenpsychotherapeuten oder Psychologischen Psychotherapeuten ist für die Tätigkeit in der Erziehungsberatung noch nicht erforderlich.
Die Fachkräfte der Erziehungsberatung sollen sich kontinuierlich fortbilden. Dies betrifft sowohl die Zielgruppen (Alleinerziehende, Stiefeltern, Pflegeeltern, Familien mit Migrationshintergrund, Multiproblem-Familien) als auch die Problemlagen wie Trennung und Scheidung, Gewalt in der Familie, insbesondere sexuellen Missbrauch oder psychosomatische Auffälligkeiten sowie therapeutische Methoden.
Zu den Qualitätsstandards für Erziehungsberatungsstellen, die durch die Bundeskonferenz für Erziehungsberatung (bke) differenziert beschrieben worden sind, zählen des Weiteren regelmäßige Fallbesprechungen des Teams und externe Supervision.

## Streit bei Trennung und Scheidung
Trennungs- und Scheidungsberatung ist in den 1990er-Jahren zu einem Schwerpunkt der Arbeit von Erziehungsberatungsstellen geworden. Es wurden Angebote für die unterschiedlichen Phasen des elterlichen Trennungsprozesses (Ambivalenzphase, Trennungsphase, Nach-Scheidungssituation) entwickelt und zur Abmilderung der Folgen für die Kinder pädagogische und therapeutische Gruppen konzipiert. Der bis 2006 in der Bundesstatistik erhobene Anmeldegrund „Trennung und Scheidung“ verzeichnete eine überdurchschnittliche Zunahme.
Die Erziehungsberatungsstellen beschränkten ihre Tätigkeit auf Beratungsangebote und lehnten die Übernahme der „Mitwirkung in Verfahren vor den Familiengerichten“ (§ 50 SGB VIII) ab, da dies auch einen Entscheidungsvorschlag zum elterlichen Sorgerecht für das Familiengericht beinhaltet hätte.
Durch das Kindschaftsrechtsreformgesetz (1998) wurde der Zwangsverbund, nach dem das Familiengericht anlässlich der Scheidung immer auch eine Entscheidung zur elterlichen Sorge zu treffen hatte, aufgehoben. Eltern können seitdem über die elterliche Sorge für ihre Kinder nach einer Scheidung selbst bestimmen. An die Stelle der Entscheidung durch das Familiengericht ist die Unterstützung durch die Jugendhilfe getreten: Eltern haben seitdem bei Trennung und Scheidung einen Rechtsanspruch auf Beratung (§ 17 SGB VIII). Familiengerichte entscheiden seitdem über das Sorge- oder Umgangsrecht für ein Kind nur noch, wenn ein Elternteil dies beantragt. Doch konnten in den verbleibenden gerichtlichen Verfahren die emotionalen Konflikte des elterlichen Paares durch die juristische Entscheidung nicht befriedet werden. Erziehungsberatungsstellen wurden in der Folge mit der Erwartung konfrontiert, das vor Gericht hoch strittige Elternpaar mit therapeutischen Mitteln in Bezug auf seine Kinder zu einem Einvernehmen zu bewegen. Das Familienverfahrensrecht sieht daher heute für das Familiengericht die Möglichkeit vor, zur Erzielung eines Einvernehmens der sich scheidenden/geschiedenen Eltern deren Teilnahme an einer Beratung anzuordnen. (§ 156 Abs. 1 Satz 4 FamFG). Zur Gestaltung dieser Beratung sind „Fachliche Standards für die Beratung von Hochkonflikt-Familien im Kontext des FamFG“ erarbeitet worden.

## Kinderschutz
Erziehungsberatungsstellen werden insbesondere mit Kindesmisshandlungen und sexuellem Missbrauch von Kindern konfrontiert. 2014 war eine Kindeswohlgefährdung bei 13.097 Kindern und Jugendlichen Grund der Beratung. Damit stellte Erziehungsberatung, bezogen auf alle wegen einer Gefährdung des Kindeswohls in dem Jahr neu begonnenen Erzieherischen Hilfen und Eingliederungshilfen für gemäß SGB VIII § 35a seelisch behinderte junge Menschen (38.324), ein Drittel der Hilfen (34,2 %). (Auf Fremdplatzierungen entfielen etwas mehr als ein Drittel (37,4 %); auf ambulante Hilfen zur Erziehung (und Eingliederungshilfe) 28,4 %.)
Die Jugendämter veranlassten 2014 nach einer Gefährdungseinschätzung bei 4071 Kindern und Jugendlichen eine Unterstützung durch Erziehungsberatung (Stat. Bundesamt 2015, Tab. T3, T6). Die Beratungsstellen ihrerseits leiteten 1385 Fälle an die Jugendämter weiter, damit eine intensivere Hilfe zur Erziehung zur Abwehr der Kindeswohlgefährdung geprüft werden konnte. Diese Weiterleitung erfolgt in der Regel im Einverständnis mit den Eltern des jungen Menschen.
Darüber hinaus sind von den Jugendämtern mehr als 1500 Berater aus Erziehungsberatungsstellen als „insoweit (nämlich im Kinderschutz) erfahrene Fachkräfte“ zur Abschätzung eines Gefährdungsrisikos bei Kindern und Jugendlichen in anderen Einrichtungen und Diensten benannt worden. Die Fachkräfte stehen insbesondere Kindertagesstätten und Horten zur Verfügung und haben im Jahr 2010 etwa 3000 Gefährdungseinschätzungen vorgenommen. Durch Neugestaltung des SGB VIII §§ 8a und b sowie durch das KKH sind auch Lehrer sowie Personen, die im Gesundheitswesen beruflich mit Kindern oder Jugendlichen in Kontakt stehen, in den Anspruch auf Unterstützung durch die „insoweit erfahrene Fachkraft“ einbezogen worden (§ 4 Abs. 2 KKG; § 8b Abs. 1 SGB VIII).

## Verhältnis zum Jugendamt
Ratsuchende haben das Privileg, die Leistung Erziehungsberatung aufgrund ihrer eigenen Entscheidung ohne förmliche Gewährung durch die Verwaltung des Jugendamts in Anspruch zu nehmen. Auch bei längerfristiger Hilfe entfällt in der Regel die Hilfeplanung durch das örtliche Jugendamt, da die zeitliche Intensität der Beratung nicht an kurzfristige andere Hilfen zur Erziehung heranreicht. Im Konfliktfall kann jedermann den Jugendhilfeausschuss – rechtlich ein Teil des Jugendamts – anrufen.
Dies setzt voraus, dass das Jugendamt mit dem Träger der Beratungsstelle eine Vereinbarung über die Ausgestaltung der Leistung und ihre Finanzierung geschlossen hat (§ 36a Abs. 2 Satz 2 SGB VIII). An die Stelle der Hilfegewährung im Einzelfall tritt bei der Erziehungsberatung die Steuerung der Hilfeart als bedarfsgerechtes Angebot.
Die Verwaltung des Jugendamts kann Erziehungsberatung im Rahmen der Planung der für ein Kind oder Jugendlichen notwendigen und geeigneten Hilfe ((§ 27 in Verbindung mit § 36 SGB VIII)) förmlich gewähren. Dies stellt einen zweiten Zugangsweg zur Beratung dar. Erziehungsberatungsstellen können ihrerseits im Rahmen der Hilfeplanung für andere Hilfen zur Erziehung ihre diagnostischen Kompetenzen und ihre Erfahrungen zur Veränderung familialer Kommunikationsstrukturen einbringen. 2003 war dies bei etwa 12.000 jungen Menschen der Fall.

## Erziehungsberatung und Psychotherapie
Erziehungsberatung hat ihren Ursprung im Spannungsfeld zwischen Jugendhilfe und Psychotherapie. Von Anbeginn ist psychotherapeutische Kompetenz für sie kennzeichnend. Zunächst war diese oft auf die Leitung der Beratungsstelle begrenzt. Seit den 1970er-Jahren verpflichten Förderrichtlinien der Länder die Beratungsfachkräfte zum Erwerb therapeutischer Zusatzqualifikationen. Das Psychotherapeutengesetz von 1998, das die Ausübung der Psychotherapie zum Zwecke der Heilkunde unter den Berufsbezeichnungen Kinder- und Jugendlichenpsychotherapeut(in) beziehungsweise Psychologische(r) Psychotherapeut(in) regelt, war Anlass, die Bedeutung der Psychotherapie in der Erziehungsberatung zu präzisieren.
Erziehungsberatung teilt mit der Psychotherapie die gezielte Gestaltung der Beziehung zur beratenen (behandelten) Person. Diese ist das Medium möglicher Veränderung. Erziehungsberatung bringt daher Erfahrungen und Kompetenzen der Psychotherapie in die Beratung von Kindern und ihren Familien ein. Dabei werden auch psychotherapeutische Interventionen eingesetzt. Diese werden insbesondere erforderlich, wenn Probleme eines Kindes oder Jugendlichen sich chronifiziert haben oder wenn eigene seelische Probleme von Eltern bearbeitet werden müssen, um deren Erziehungsfähigkeit wiederherzustellen. Bundeskonferenz für Erziehungsberatung und Bundespsychotherapeutenkammer haben dazu gemeinsam festgestellt: „Nicht jede Verwendung einer psychotherapeutischen Intervention erfolgt mit dem Ziel der Krankenbehandlung (…) Das Instrumentarium psychotherapeutischer Interventionen kann auch zu anderen Zwecken eingesetzt werden. Erziehungsberatung orientiert ihre Praxis am Wohl des Kindes und der Erziehungsfähigkeit seiner Eltern“.
Erziehungsberatung realisiert durch ihre psychologische Kompetenz den gesetzlichen Auftrag, bei den Hilfen zur Erziehung pädagogische und psychotherapeutische Leistungen zu verbinden (§ 27 Abs. 3 Satz 1 und § 35a SGB VIII).

## Armut und Erziehungsberatung
In den Diskussionen der Jugendhilfe ist der Erziehungsberatung oft vorgehalten worden, dass ihre Klientel vorwiegend der Mittelschicht entstamme und sie die soziale Unterschicht nicht erreiche. Prominent ist diese These vom Achten Jugendbericht vertreten worden. Noch neuerdings behauptete Thomas Rauschenbach: „Klassische Erziehungsberatung, bei der Eltern von sich aus in eine Beratungsstelle kommen, ist nichts für ärmere Familien“. Die Jugendhilfestatistik erhebt seit 2007 die wirtschaftliche Situation des Hilfeempfängers (mit den Kriterien: Junger Mensch lebt ganz oder teilweise von sozialen Transferleistungen, das ist Arbeitslosengeld II, Sozialhilfe und Grundsicherung). Danach haben 2014 mehr als 55.000 Ratsuchende, die nach diesen Kriterien als arm zu betrachten sind, Erziehungsberatung aus eigener Entscheidung selbst aufgesucht. Die so definierte soziale Unterschicht ist in der Erziehungsberatung (um 40 Prozent) stärker vertreten als es ihrem Anteil an der Bevölkerung entspricht.
Um dem abzuhelfen, sollen auch offene Sprechstunden sowie hinausreichende Angebote bereitgestellt werden.

## Inanspruchnahme
Erziehungsberatung kann von den Ratsuchenden direkt – ohne eine vorhergehende Entscheidung des Jugendamtes – in Anspruch genommen werden. Davon machen Eltern über die Jahre in steigendem Maß Gebrauch. 1985 wurden 149.119 Beratungen neu begonnen. Zwanzig Jahre später waren es bereits 309.357 Beratungen (Zunahme um 57 Prozent). Seit 2005 pendelt die Inanspruchnahme um diesen Wert.
Die größte Inanspruchnahme erfolgt zurzeit für 3 bis 15 Jahre alte Kinder (mit jeweils mehr als 50.000 Beratungen in jeder der vier Altersgruppen). Die Zahl der Beratungen für Kleinkinder (unter 3 Jahre) hat sich von 8265 (1993) auf 28.137 (2014) mehr als verdreifacht. Bei den Jugendlichen hat sich im selben Zeitraum die Zahl von 21.826 auf 40.649 fast verdoppelt. 53 Prozent der Beratenen sind männlich; 47 Prozent weiblich. Bis zum Alter von elf Jahren werden mehrheitlich Jungen in der Erziehungsberatung vorgestellt. Ab der Pubertät überwiegen Mädchen und junge Frauen.
Die Inanspruchnahme spiegelt die neuen Familienverhältnisse wider: Bei nur noch 43 Prozent der jungen Menschen, um derentwillen Erziehungsberatung erfolgt, lebten die beiden leiblichen Eltern noch zusammen. 38 Prozent hatten einen alleinerziehenden Elternteil und 16 Prozent wuchsen in einer Stieffamilie auf. In der Bevölkerung allgemein lebten 2010 demgegenüber nur 17 Prozent der Minderjährigen bei einem alleinerziehenden Elternteil und 6 Prozent in einer Stieffamilie. Die neuen Familienformen sind in der Erziehungsberatung deutlich überrepräsentiert.
Aktuell werden pro Jahr 234 Erziehungsberatungen je 10.000 Minderjährige durchgeführt. Damit wird etwa jedes dritte Kind während seiner Minderjährigkeit durch Erziehungsberatung unterstützt.
Einzelfallübergreifende Aktivitäten der Erziehungsberatung werden in der Bundesstatistik nicht erfasst. Im Rahmen ihrer präventiven Angebote haben Erziehungsberatungsstellen 2003 mit etwa 11.000 Veranstaltungen zur Stärkung der elterlichen Erziehungskompetenz etwa 200.000 Teilnehmer erreicht.

## Versorgungssituation
Zurzeit gibt es in Deutschland etwa 1050 Erziehungs- und Familienberatungsstellen. Diese befinden sich zu zwei Dritteln in der Trägerschaft der Freien Wohlfahrtspflege (Arbeiterwohlfahrt, Caritasverband, Diakonisches Werk, DRK, Jüdische Gemeinde und Paritäter) und zu einem Drittel in kommunaler Trägerschaft. Die Beratungsstellen verfügen über etwa 3880 Planstellen für Beratungsfachkräfte.
Trotz der starken Zunahme der Beratungen ist die Zahl der Planstellen für Beratungsfachkräfte seit den 1980er-Jahren nur leicht gestiegen. Zusätzlich übernommene Aufgaben waren nur in Einzelfällen mit einer Personalvermehrung verbunden. Der 14. Kinder- und Jugendbericht hält daher kritisch fest, dass der in den letzten beiden Jahrzehnten erfolgte Ausbau der ambulanten Hilfen zur Erziehung durch die Jugendämter die Erziehungsberatung nicht einbezogen hat.
Das Stagnieren der Inanspruchnahme für individuelle Beratungen seit dem Jahr 2005 dürfte zentral in den zusätzlich übernommenen Aufgaben einerseits und der unzureichenden personellen Ausstattung der Einrichtungen andererseits begründet sein.

## Rechtliche Grundlagen
Erziehungsberatung hat ihre Grundlage in § 28 SGB VIII. Personensorgeberechtigte haben einen klagbaren Rechtsanspruch auf die Leistung. Als weitere Rechtsgrundlagen für Einzelfallberatungen in Erziehungsberatungsstellen werden in der Regel § 17 (Trennungs- und Scheidungsberatung) und § 18 (Beratung bei der Ausübung der Personensorge und des Umgangsrechts) in Anspruch genommen. § 16 Abs. 3 SGB VIII ermöglicht darüber hinaus die Beratung schwangerer Frauen und werdender Väter.
Erziehungsberatung als niederschwelliges Unterstützungsangebot kann von den Ratsuchenden aufgrund ihrer eigenen Entscheidung in Anspruch genommen werden. Einer förmlichen Gewährung der Leistung durch die Verwaltung bedarf es nicht (§ 36a Abs. 2 Satz 1 SGB VIII).
Die Beratungen unterliegen dem sogenannten Schutz des Privatgeheimnisses (§ 203 Abs. 1 Nr. 4 StGB) sowie dem besonderen Vertrauensschutz in der persönlichen und erzieherischen Hilfe (§ 65 Abs. 1 SGB VIII). Beratungsfachkräfte dürfen Inhalte der Beratung nur mit der ausdrücklichen Einwilligung der oder des Beratenen oder auf der Grundlage einer gesetzlichen Offenbarungsbefugnis weitergeben. Diese Schweigepflicht gilt auch intern. Wenn das Wohl eines Kindes oder Jugendlichen nicht durch die Beratung geschützt werden kann und die Beratungsfachkraft das Tätigwerden der Jugendamtsverwaltung für erforderlich hält, ist sie befugt, das Jugendamt (gegebenenfalls auch ohne Zustimmung der Eltern) zu informieren (§ 4 Abs. 3 KKG).
Kinder und Jugendliche haben in Not- und Konfliktlagen einen eigenen Rechtsanspruch auf Beratung ohne Kenntnis der Personensorgeberechtigten (§ 8 Abs. 3 Satz 1 SGB VIII). Für sie gilt ebenfalls der Schutz des Privatgeheimnisses. Voraussetzung dafür ist, dass der junge Mensch die Bedeutung dieses Schutzes versteht (Einsichtsfähigkeit). Auch Heranwachsende von 18 bis 21 haben bedingt einen Rechtsanspruch gemäß § 41 SGB VIII.
Die Beratungsleistungen sind von einem Kostenbeitrag (beziehungsweise einer Kostenbeteiligung) freigestellt (§ 90 Abs. 1 Nr. 2; § 91 Abs. 1 SGB VIII).
Erziehungsberatung kann als Leistung auch durch das Jugendamt förmlich gewährt werden (§ 27 i. V. m. § 36 SGB VIII). Das Familiengericht kann in Verfahren zum elterlichen Sorge- beziehungsweise Umgangsrecht die Teilnahme an einer Beratung anordnen (§ 156 Abs. 1 Satz 4 FamFG), um ein elterliches Einvernehmen zu erzielen. Auch in Verfahren wegen einer Gefährdung des Kindeswohls können Personensorgeberechtigte zur Inanspruchnahme von Erziehungsberatung verpflichtet werden (§ 1666 Abs. 3 Nr. 1 BGB).

## Finanzierung
Erziehungsberatung wird in der Regel über ein institutionelles Budget aus kommunalem Entgelt/Zuschuss, Eigenmitteln und gegebenenfalls Landesförderung finanziert. Da die Einzelfallberatungen nach §§ 17, 18 und 28 SGB VIII mit einem Rechtsanspruch ausgestattet sind, ist die Finanzierung durch ein Entgelt nach § 77 SGB VIII sachgerecht. Für einzelfallübergreifende Angebote wird durch die Jugendämter eine anteilige Förderung nach § 74 SGB VIII gewährt. Eine bestehen bleibende Finanzierungslücke wird durch Eigenmittel des Trägers der Freien Wohlfahrtspflege gedeckt. In Ländern, in denen eine Förderung der Erziehungs- und Familienberatungsstellen besteht, reduziert sich der Finanzierungsanteil der Kommune um die Landesförderung.
Erziehungsberatungsstellen können nur in geringem Umfang Einnahmen erzielen, zum Beispiel wenn sie Aufgaben der Familienbildung (§ 16 Abs. 2 Nr. 1 SGB VIII) wahrnehmen und eine pauschalierte Kostenbeteiligung zugelassen ist (§ 90 Abs. 1 Nr. 2 SGB VIII).

## Erziehungsberatung über das Internet
Bereits seit einigen Jahren wird Erziehungsberatung auch als mediengestützte Beratung über das Internet angeboten. Als Standard hat sich hierbei eine Form etabliert, bei der Ratsuchender und Beratungsfachkraft direkt über ein sicheres Mailkonto im Internet kommunizieren. So soll gewährleistet werden, das kein Zugriff Dritter auf die Inhalte erfolgt. Seit 2005 gibt es ein bundeszentrales Angebot. Diese "Virtuellen Beratungsstellen" (VBSt) gehen auf einen Beschluss der Jugendministerkonferenz vom Mai 2003 zurück. Danach soll die VBSt jungen Menschen und Eltern bei Familien- und Erziehungsproblemen Hilfe anbieten, „für die die bestehenden Erziehungsberatungsstellen schwer erreichbar sind oder bei denen Hemmschwellen bestehen, diese Stellen aufzusuchen“. Die Trägerschaft wurde von den Obersten Landesjugendbehörden der Bundeskonferenz für Erziehungsberatung übertragen. Das Besondere an der Virtuellen Beratungsstelle ist ihre bundeszentrale Arbeitsweise durch Einbindung von etwa 80 Fachkräften aus Beratungsstellen der 16 beteiligten Bundesländer, die in einem virtuellen Team zusammenarbeiten.